# El signe dels quatre
El signe dels quatre (títol oríginal en anglès: The Sign of the Four) és una novel·la de l'autor escocès sir Arthur Conan Doyle publicada l'any 1894. Es tracta de la segona de les novel·les protagonitzades pel detectiu Sherlock Holmes. Com la resta de novel·les i relats del cànon holmesià, ha tingut diverses adaptacions cinematogràfiques, televisives i radiofòniques.

## Gènesi de la novel·la
La novel·la va nàixer com un encàrrec per a l'editor nord-americà J. M. Stoddart, de l'editorial Lippincott's, que havia viatjat fins a Londres per tal d'aconseguir contractes amb escriptors britànics famosos. En el mateix dinar en què es va formalitzar el tracte hi havia Oscar Wilde, qui també va arribar a un acord amb Stoddart, del qual naixeria la seva obra més cèlebre, El retrat de Dorian Gray.

## Adaptacions

### Cinema
La primera versió cinematogràfica coneguda d'aquesta història va ser un film mut estrenat el 1905 per la productora estatunidenca Vitagraph. Tot i que el títol va ser The Adventures of Sherlock Holmes, or Held for a Ransom, sembla -segons les notícies que hom té d'aquesta cinta perduda- que es basava en l'argument d'El signe dels quatre i va suposar segurament la primera aparició del personatge de Sherlock Holmes a la gran pantalla. El 1913 es va fer una nova versió nord-americana dirigida per Edwin Thanhouser, amb Harry Benham en el paper de Holmes. Va existir una versió britànica del 1914, que actualment es troba perduda. També es té notícia d'una versió del 1923, protagonitzada per Eille Norwood, dins del context de tot un seguit de films muts que va fer en els quals adaptà gran quantitat d'històries del cànon holmesià. El 1932 arribà la primera versió sonora amb Arthur Wontner, una de les cinc vegades que aquest actor interpretà el paper de Holmes per al cinema.

### Televisió
La primera adaptació televisiva d'El signe dels quatre arribà el 1974 dins d'una sèrie de producció franco-alemanya titulada Monsieur Holmes. El 1983 el canal de televisió per cable nord-americà Home Box Office va fer una versió d'aquesta història amb Ian Richardson com a Sherlock Holmes i David Healy com a Watson.

## Traduccions al català
- El signe dels quatre, traducció de Jordi Vidal Tubau, Laertes, 1993, ISBN 9788475840758
- El signe dels quatre, traducció d'Albert Torrescana, adaptació de Rebeca Martín López, Vicens Vives, 2014, ISBN 9788468219455 (versió adaptada per a un públic infantil).